# Römische Streitkräfte in Pannonia

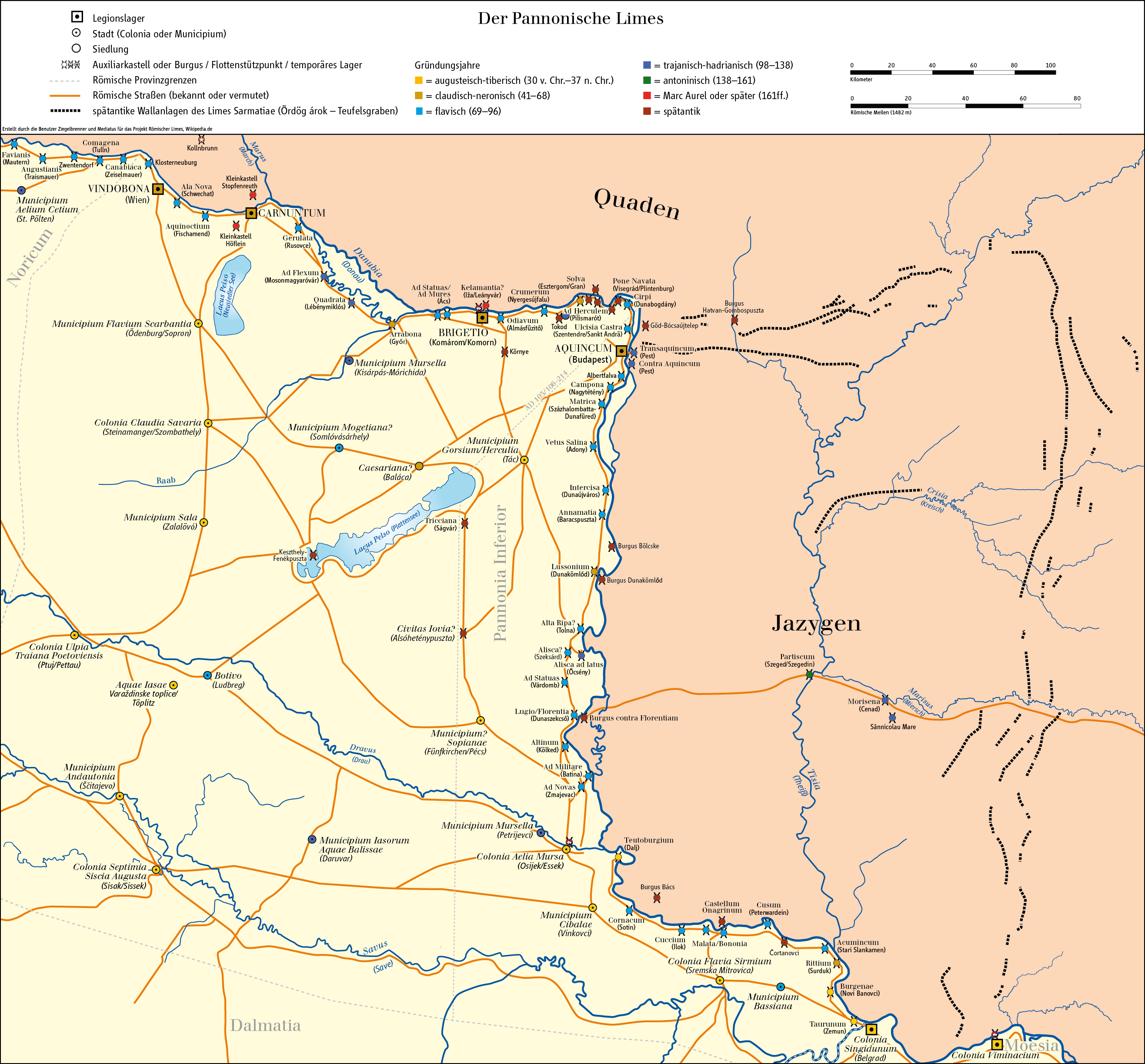
Die Provinz Pannonia

Die Römischen Streitkräfte in Pannonia (lateinisch exercitus Pannonicus) bestanden ab Anfang des ersten Jahrhunderts n. Chr. aus den in der römischen Provinz Pannonia stationierten Legionen und Auxiliartruppen sowie der Classis Pannonica. Ursprünglich war Pannonien Teil der Provinz Illyricum gewesen; Illyricum wurde im ersten Jahrhundert n. Chr. in die Provinzen Illyricum superius und Illyricum inferius aufgeteilt, aus denen später die beiden neuen Provinzen Pannonien und Dalmatien hervorgingen.
Während der Regierungszeit des Kaisers Trajan (98–117) wurde die Provinz in Pannonia superior im Westen und Pannonia inferior im Osten aufgeteilt. Unter Diokletian (284–305) wurden die beiden Provinzen dann neu aufgeteilt in Pannonia prima, Pannonia secunda, Pannonia Savia und Pannonia Valeria.

## Legionen
Die folgenden Legionen (oder Teile von ihnen) waren zu verschiedenen Zeiten in der Provinz Pannonia an den folgenden Standorten stationiert:
- Aquincum (Budapest):[1] die Legionen II Adiutrix, IIII Flavia Felix, X Gemina
- Brigetio: die Legionen I Adiutrix, II Augusta, XI Claudia, XIII Gemina, XIIII Gemina, XV Apollinaris, XXI Rapax, XXX Ulpia Victrix
- Carnuntum: die Legionen X Gemina, XIIII Gemina, XV Apollinaris

## Auxiliartruppen

### Illyricum / Pannonia

#### 60 bis 61 n. Chr.
Auf Militärdiplomen aus den Jahren 60 und 61 werden 4 Alae und 7 Kohorten für die Provinz Pannonia aufgeführt:
| - Ala II Asturum - Ala I Hispanorum Aravacorum - Ala II Hispanorum Aravacorum - Ala I Hispanorum Auriana | - Cohors I Alpinorum pedidata - Cohors II Alpinorum - Cohors I Asturum et Callaecorum - Cohors V Callaecorum Lucensium | - Cohors I Hispanorum - Cohors II Hispanorum - Cohors I Lusitanorum |

#### 80 bis 85 n. Chr.
Auf Militärdiplomen aus den Jahren 80, 84, und 85 werden 6 Alae und 20 Kohorten aufgeführt:
| - Ala I Civium Romanorum - Ala Frontoniana - Ala I Hispanorum Arvacorum - Ala II Hispanorum Arvacorum - Ala I Praetoria - Ala Siliana | - Cohors I Alpinorum peditata - Cohors I Alpinorum equitata - Cohors II Alpinorum - Cohors II Asturum et Callaecorum - Cohors I Augusta Ituraeorum - Cohors I Britannica - Cohors I Brittonum | - Cohors V Breucorum - Cohors VII Breucorum - Cohors V Callaecorum Lucensium - Cohors V Gallorum - Cohors II Hispanorum - Cohors I Lepidiana - Cohors I Lusitanorum | - Cohors I Lucensium - Cohors I Montanorum (Moesia) - Cohors I Montanorum (Pannonia) - Cohors I Noricorum - Cohors VIII Raetorum - Cohors III Thracum - Cohors VI Thracum |

#### 98 bis 102 n. Chr.
Auf Militärdiplomen aus den Jahren 98 und 102 werden 4 Alae und 8 Kohorten aufgeführt:
| - Ala I Augusta Ituraeorum - Ala I Flavia Augusta Britannica - Ala I Hispanorum Arvacorum - Ala Siliana | - Cohors I Alpinorum ped - Cohors II Alpinorum - Cohors I Augusta Ituraeorum - Cohors I Batavorum milliaria | - Cohors II Batavorum - Cohors I Lusitanorum - Cohors I Montanorum (Pannonia) - Cohors VIII Raetorum |

### Pannonia inferior

#### 110 bis 114 n. Chr.
Auf Militärdiplomen aus den Jahren 110 und 114 werden 6 Alae und 12 Kohorten für die Provinz Pannonia Inferior aufgeführt:
| - Ala I Flavia Britannica - Ala I Flavia Gaetulorum - Ala Frontoniana - Ala Hispanorum Campagonum - Ala Praetoria - Ala Siliana | - Cohors I Alpinorum eq - Cohors I Alpinorum ped - Cohors II Alpinorum - Cohors II Asturum et Callaecorum - Cohors II Augusta Nervia Pacensis mill Brittonum - Cohors V Gallorum | - Cohors I Lusitanorum - Cohors III Lusitanorum pf - Cohors VI Lusitanorum - Cohors I Montanorum (Pannonia) - Cohors I Noricorum - Cohors I Thracum cR pf |

#### 129 bis 167 n. Chr.
Auf Militärdiplomen aus den Jahren 129, 135, 139, 141/144, 143, 144, 148, 154/161, 157, 159, 166/168 und 167 werden 6 Alae und 16 Kohorten aufgeführt:
| - Ala I Augusta Ituraeorum - Ala I Brittonum - Ala I Flavia Britannica - Ala Praetoria - Ala I Civium Romanorum - Ala I Thracum veterana | - Cohors I Alpinorum eq - Cohors I Alpinorum ped - Cohors II Asturum - Cohors II Asturum et Callaecorum - Cohors II Augusta Thracum - Cohors III Batavorum | - Cohors VII Breucorum - Cohors I Brittonum - Cohors I Campanorum - Cohors I Lusitanorum - Cohors III Lusitanorum - Cohors I Montanorum (Pannonia) | - Cohors II Nerviorum et Callaecorum - Cohors I Noricorum - Cohors I Thracum cR - Cohors I Thracum Germanica |

#### 192 bis 203 n. Chr.
Auf Militärdiplomen aus den Jahren 192 und 203 werden 5 Alae und 17 Kohorten aufgeführt:
| - Ala I Augusta Ituraeorum - Ala I Flavia Britannica mill cR - Ala Praetoria - Ala I Civium Romanorum - Ala I Thracum veterana | - Cohors I Alpinorum eq - Cohors I Alpinorum ped - Cohors II Augusta Thracum - Cohors I Aurelia Dacorum - Cohors III Batavorum mill - Cohors VII Breucorum | - Cohors I Campanorum - Cohors I Hemesenorum - Cohors I milliaria Hemesenorum - Cohors I Lusitanorum - Cohors III Lusitanorum pf - Cohors milliaria Maurorum | - Cohors I Montanorum (Pannonia) - Cohors I Noricorum - Cohors II Novae - Cohors I Thracum cR - Cohors I Thracum Germanica |

### Pannonia superior

#### 112 bis 116 n. Chr.
Auf Militärdiplomen aus den Jahren 112, 113 und 116 werden 6 Alae und 3 Kohorten aufgeführt:
| - Ala Batavorum mill cR pf - Ala I Bosporanorum - Ala I Cannanefatium | - Ala I Hispanorum Arvacorum - Ala I Thracum veterana - Ala I Ulpia contariorum mill | - Cohors I Batavorum mill pf - Cohors II Batavorum mill - Cohors V Callaecorum Lucensium |

#### 126 bis 163 n. Chr.
Auf Militärdiplomen aus den Jahren 126, 133, 134, 138, 141, 146, 148, 149, 154, 155, 159, 161 und 163 werden 5 Alae und 8 Kohorten aufgeführt:
| - Ala III Augusta Thracum sagittaria - Ala I Cannanefatium - Ala I Hispanorum Arvacorum - Ala I Thracum victrix - Ala I Ulpia contariorum | - Cohors I Aelia Gaesatorum - Cohors I Aelia Sagittariorum - Cohors II Alpinorum - Cohors V Callaecorum Lucensium - Cohors I Thracum cR | - Cohors I Ulpia Pannoniorum mill - Cohors IV voluntariorum cR - Cohors XVIII voluntariorum cR |

## Classis Pannonica
Die classis Pannonica, später classis Histricae, war ein Teil der römischen Grenztruppen und operierte vom 1. bis zum 5. Jahrhundert auf den Flüssen Danuvius (Donau), Dravus (Drau) und Savus (Save), ihr Überwachungsgebiet erstreckte sich von Castra Regina (Regensburg) bis Singidunum (Belgrad).